# Trivial-Inseln
Die Trivial-Inseln sind eine Gruppe kleiner Inseln westlich der Antarktischen Halbinsel. Sie gehören zum Archipel der Biscoe-Inseln und liegen 2,5 km östlich der Insel Lacuna Island sowie 11 km nördlich der Vieugué-Insel.
Der Falkland Islands Dependencies Survey kartierte sie anhand von Luftaufnahmen, welche die Hunting Aerosurveys Ltd. von 1956 bis 1957 anfertigte. Das UK Antarctic Place-Names Committee benannte sie 1959 so, da die Inseln nach dessen Aussage „klein, öde und uninteressant“ sind.